# ۶ جمادی‌الاول
۶ جمادی‌الاول، ششمین روز از ماه جمادی‌الاول در تقویم هجری قمری است.
در تقویم هجری قمری قراردادی این روز صد و بیست و چهارمین روز سال است.

## وقایع
- جنگ موته: در سال 7 یا 8 هجری سه هزار نفر از مسلمانان به جنگ ده هزار نفر از رومیان رفتند و شکست خوردند.[۱]

## درگذشتگان
- جعفر بن ابی‌طالب در سال 7 یا 8 هجری در جنگ موته کشته شد.[۱]